# Kentisbury
 (mai 2023).
Kentisbury est un village et une paroisse civile du Devon, situé dans l'Angleterre du Sud-Ouest.